# Hold It Don’t Drop It
Hold It, Don’t Drop It – piosenka stworzona przez Jennifer Lopez, Kevina Rusto, Waynne Nugent, Allena Phillipa Lees, Tawana Dabney, Janet Sewell, Cynthię Lissette, Dennisa Lambert, Briana Pottera na piąty, studyjny album amerykańskiej wokalistki pop Jennifer Lopez, „Brave”. Utwór wydany jako drugi singel z krążka. Wyprodukowany został przez Midi Mafia.

## Informacje
Utwór oryginalnie wydany został w Europie we wrześniu 2007 jako singel klubowy. Piosenka zdobyła szczyt notowania Billboard Hot Dance Club Play w tym samym czasie, kiedy na rynek muzyczny wydany został pierwszy singel z krążka „Do It Well”. Oficjalna data premiery singla na całym świecie to dzień 11 stycznia 2008.
„Hold It, Don’t Drop It” zawiera sampel piosenki „It Only Takes a Minute” nagranej przez zespół Tavares.

## Recenzje
Do tej pory singel uzyskał pozytywne recenzje krytyków muzycznych. Magazyn „Blender” ocenił utwór przyznając mu trzy z pięciu gwiazdek.

## Teledysk
Teledysk do singla nagrywany był dnia 16 listopada 2007 roku oraz reżyserowany przez Melinę.
Klip rozpoczyna scena z Lopez tańczącą z kapeluszem; kolejne ujęcia pokazują artystkę tańczącą przy kuli dyskotekowej oraz pomiędzy tancerzami. Następnie Jennifer stoi w białym pomieszczeniu oraz śpiewa razem z mikrofonem na statywie, za nią natomiast pojawiają się trzej mężczyźni ubrani w garnitury.
Teledysk miał premierę dnia 4 grudnia 2007 na stacji MTV Europe.

## Remiksy
1. „Hold It, Don’t Drop It” (Wersja główna)
2. „Hold It, Don’t Drop It” (Instrumental)
3. „Hold It, Don’t Drop It” (Acapella)
4. „Hold It, Don’t Drop It” (Moto Blanco Club Mix)
5. „Hold It, Don’t Drop It” (Moto Blanco Dub)
6. „Hold It, Don’t Drop It” (Moto Blanco Radio Mix)
7. „Hold It, Don’t Drop It” (Ashanti Boyz Club Mix)
8. „Hold It, Don’t Drop It” (Ashanti Boyz Radio Mix)
9. „Hold It, Don’t Drop It” (Original Mix)

## Pozycje na listach przebojów
| Lista (2007)                       | Najwyższa pozycja |
| ---------------------------------- | ----------------- |
| Global Dance Tracks                | 32                |
| U.S. Billboard Hot Dance Club Play | 1                 |
| Lista (2008)                       | Najwyższa pozycja |
| Hungarian Mahasz Airplay Chart     | 33                |
| Russian Airplay Chart              | 13                |
| Turkey Top 20 Chart                | 17                |
| UK Singles Chart                   | 72                |